# JS OG 20601–20604
Die zweiachsigen gedeckten Güterwagen der Gattung OG mit den Nummern 20601–20604 waren ab 1893 bei der Jura-Simplon-Bahn (JS) zum Transport von Bier im Einsatz.

## Geschichte
1893 baute die Schweizerische Industrie-Gesellschaft für die Cardinal Brauerei in Freiburg im Üechtland vier Bierwagen die bei der JS eingestellt wurden.
Sie waren mit einem Eisreservoir mit einem Fassungsvermögen von 1,2 m³ ausgerüstet und verfügten über zwei Dachlüfter und ein Sonnendach. Wie damals bei allen Schweizer Bahnen üblich hatten Bierwagen einen weissen, wärmeabweisenden Anstrich und trugen eine rote und schwarze Beschriftung. Später wurde auf der Bremserbühne ein Bremserhaus angebaut und das Sonnendach demontiert.
Nach der Verstaatlichung der JS 1903 wurden die Wagen bei den Schweizerischen Bundesbahnen (SBB) immatrikuliert und erhielten die Nummern P 90001–90004. Der Wagen 90001 bekam 1924 die Nummer Pc 510701 und wurde erst 1960 ausrangiert. Er war 2021 noch auf dem ehemaligen Brauereigelände abgestellt.